# Compile
Compile (コンパイル) var en japansk mjukvarutillverkare, främst inom datorspel. Företaget var främst känt för sina spel inom Puyo Puyo-serien.

## Historia

### De tidiga åren
Compile grundades i april 1982 i Hiroshima av Masamitsu "Moo" Niitani. Affärsplanen var då att utveckla affärsmjukvara. Året därpå slöts emellertid ett OEM-avtal med Sega och Compile kom att utveckla en stor del av spelbiblioteket (till en början genom att portera arkadspel) till Segas första spelkonsol SG-1000. Arbetet med affärsmjukvara fortlöpte samtidigt.
1984 fick Compile även kontrakt med Sony, som då var en av de stora intressenterna i MSX-standarden, samt med General, också det ett MSX-företag. Ännu utvecklade man inga egna spelidéer, utan överförde populära datorspel till MSX, främst spel från amerikanska tillverkare som Brøderbund.

### Egenutvecklat
Eftersom alla Compiles spel var anpassningar av arkadspel eller spel från andra datorer och gavs ut av andra företag, var företaget ännu efter fyra år helt okänt för omvärlden. 1986 lanserades de första helt egenutvecklade spelen från Compile. Pony Canyon gav ut de tre spelen Guardic (föregångare till Guardian Legend), Gulkave och Zanac. Alla tre spel var shoot 'em up av något slag, och detta kom att bli Compiles paradgenre under en lång tid framöver. I synnerhet Zanac blev en storsäljare på MSX, och överfördes även till NES.

### Shoot 'em up
1988 gav Compile ut det första numret av Disk Station, en slags tidning på diskett till MSX. Efter att ha givit ut en uppföljare till Zanac året dessförinnan valde Compile, som vid det här laget var ett känt namn inom MSX-kretsar, att förlägga en del av sina spel själva. I brytningen med Pony Canyon visade det sig dock att Compile inte ägde rätten till namnet Zanac, och uppföljaren döptes därför till Aleste. Aleste kom att stärka Compiles position som experter på skjutspel ytterligare, och man fick därför kontrakt att portera flera kända spel i samma genre. Åt Namco överförde man Xevious till MSX och PC Engine, och Irems R-Type överfördes till Segas Master System.

### Puyo Puyo-feber
Slutet av åttiotalet ägnade Compile åt att vidareutveckla sina egna spelserier. Via Disk Station hade man god kontakt med köparna och kunde lätt pröva ett koncept innan man tog steget fullt ut och gav ut ett färdigt spel. Produktionen till MSX-datorn var stor, men man arbetade även åt Sega, som lanserade sin 16-bitskonsol Megadrive och åt Hudson Soft, som med sin PC Engine konkurrerade med Sega.
1991 släppte Compile ett spel som skulle komma att ändra kurs för hela företaget. När Puyo Puyo kom ut till MSX var det inte särskilt många som lade märke till det. Spelet var i grund och botten ett pusselspel av Tetris-typ, men med figurer och miljöer hämtade ur Compiles rollspelsserie Madōmonogatari. När det överfördes till Segas Megadrive och Game Gear drabbades Japan av en smärre "Puyo-feber". Compile, som tidigare hade varit en ganska stor aktör på en ganska liten marknad (MSX) hade råkat utveckla en succé som knappt gick att hantera. Spelet följde med när man köpte en Game Gear (precis som Tetris till Game Boy) och släpptes till i stort sett alla andra format, och även i spelhallsversion.

### Febern stiger
Vid mitten av nittiotalet lades en stor del av företagets resurser på att utveckla uppföljare till Puyo Puyo, och minst lika stora resurser lades på att utveckla liknande koncept. Compile satsade på merchandising och kringarrangemang i form av dockor, konserter och Puyo Puyo-mästerskap. Märkligast var dock när man köpte Hiroshimas äldsta manju-bageri och utvecklade det till en kedja för att sälja så kallade puyoman – bakelser formade som Puyo-figurer. På spelutvecklingssidan nyanställde man i en rask taxt och företaget växte flera gånger om.

### Puyo Puyo-chock
1998 hade företaget vuxit över alla brädder, och inom spelindustrin talade man gärna om Compile som ett företag inom konditoribranschen. Den stora och oerfarna personalstyrkan, upprepade flyttar till nya kontor och den misslyckade satsningen på affärsmjukvara (som hade fortlupit under hela tiden) ledde till en akut brist på medel. I mars ansökte Compile hos Hiroshimas regionsdomstol om tillstånd till en rekonstruering av firman, vilket beviljades på villkor att rätten till Puyo Puyo (som kunde ses som orsaken till Compiles trångmål) överfördes till Sega, som var den största kreditgivaren.

### Slutet
Även om Sega hade fått ta över det ännu mycket lönsamma Puyo-konceptet bibehöll Compile förfoganderätten fram till 2002. Under tiden behövde det nu betydligt mindre Compile hitta ett nytt koncept som kunde livnära företaget. Trots försök med ett nytt Zanac, fler Puyo-spel och flera olika nyutvecklade pusselspelskoncept fanns inget som kunde ersätta Puyo Puyo, som till sist övergick i Segas ägo. I januari 2003 ansökte man i domstol i Tokyo om att få upplösa företaget. Alla Compiles immateriella tillgångar överfördes till Masamitsu Niitanis nya bolag Aiky.

## Disk Station
Diskstation var en diskettidning, inte helt olik demogruppernas "diskmag". På disketten blandades redaktionellt material med läsarmaterial och spel. Spelen kunde vara förhandstittar på kommande spel från Compile eller närstående företag, gamla spel som inte såldes i butik eller helt nyskapade spel som publicerades i följetongsform. Genom att ge ut smakprov på nya spelkoncept i Disk Station, som var ett billigt sätt för köparna att pröva på nya och gamla spel, kunde man snabbt bedöma om spelet var värt att satsa vidare på. 32 nummer av DS gavs ut till MSX, från och med åttonde numret månatligen. 1990 startade en parallellutgåva för NEC:s PC-98, som kom ut med 20 nummer. Från och med 1993 övergick DS till att ges ut i blandform, i form av en papperstidning med medföljande disketter i PC-format. Disketterna byttes senare ut mot CD-ROM, och det kom även ut en one-shot för Sega Saturn. År 2000 kom det sista numret av DS ut.
Under MSX-tiden gav Compile även ut Peach up (under etiketten Momonoki House), en diskettidning med erotiskt innehåll.

## Decchi-systemet
Ordet decchi (丁稚) är ett japanskt ord för lärling, springpojke från före andra världskriget. Inom Compile kallades alla nyanställda för "decchi" och var tvungna att gå klädda på arbetet i en vit och rosa träningsoverall där diminutivet stod skrivet med stor stil. Först när en äldre anställd gav sitt godkännande åt "lärlingen" fick decchi-overallen tas av. Decchi-systemet avskaffades i och med rekonstruktionen av företaget och de överblivna plaggen såldes till fansen.

## Närliggande företag
- Aiky - arvtagare till Compiles titlar
- Sega - nuvarande ägare till Puyo Puyo
- Sting - grundades och drivs av avhoppare
- Eighting/Razing - grundades och drivs av avhoppare, känt för shoot 'em up
- Compile Heart - utvecklar pusselspel under ledning av Masamitsu Niitani

## Lista över spel

### Shoot 'em up
- Zanac
- Aleste/Power Strike
- Guardic/Guardian Legend
- Blazing Lazers/Gunhed

### Rollspel
- Golvellius
- Madōmonogatari

### Pusselspel
- Puyo Puyo
- Dr. Robotnik's Mean Bean Machine
- Pochi to Nya
- Guru Logic